# Simón Bernardo Zamácola y Ocerín
Simón Bernardo Zamácola y Ocerín (Dima (Arratia-Nervión), 20 d'agost, 1759 - idem. 23 de març, 1809), fou un polític el cual creà molta inestabilidad amb la seva manera de comportarse.
Simón Bernardo de Zamácola i Ocerin va néixer a la casa pairal de Zamácola, casa mayorazga amb ferreries, molins i pastures, al barri d'Indusi de Dima, i desenvolupà un paper molt important en la vida política de Biscaia. Fou diverses vegades secretari de Justícia, regidor del Señorío, alcalde de fur d'Arratia, apoderat constant a les Juntes, comissionat a la Cort, individu de la Junta de Guerra, capità de la gent que d'Arratia (Biscaia) va marxar el 1795 a Guipúscoa amb motiu de la guerra amb França, inspector general dels terços, etc. Fou també primer secretari de la Sacramental de sant Nicolau a Madrid. Va gaudir d'enorme popularitat a Biscaia, favorable en extrem primer i adversa en grau summe després. La favorable tenia el seu origen, principalment, en el fet que en les desavinences entre Bilbao i el Señorío, latents llavors, Zamácola es posava sempre al costat del Señorío, i es guanyava en conseqüència, l'aplaudiment de tota la terra biscaïna, a excepció de la capital.

En molts assumptes va aconseguir desbaratar els projectes dels bilbaïns, i cada triomf li feia pujar un esglaó a l'admiració dels seus paisans. Aquesta va arribar al màxim quan, per oposar-se a la preponderància del puerto de Bilbao, va tirar endavant a les Juntes de 1801 el projecte d'establir un altre port 
| « | <a qualsevol dels pobles del marge de la ria d'Olaveaga, des de Bilbao fins a la barra.> | » |

, acord que va ser ratificat amb el corresponent permís real el 31 de desembre d'aquell mateix any. Bilbao es va alçar contra la idea i va exercir tota la seva influència perquè no arribés a ser realitat, però va vèncer Zamácola, decididament recolzat pel príncep de la Pau, i a Abando es va crear el port al qual, per agraïment a aquest afavoridor, se li va anomenar port de la Pau. No resignat els bilbaïns a què aquest port es desenvolupés lliurement, el Consulat va pretendre inmiscuirse en el seu règim, però de nou van ser vençuts, i Zamácola va aconseguir una Reial Ordre l'1 de juliol de 1804 en què es disposava que el Consolat no posés el menor obstacle a la llibertat amb què el Señoríu havia de gaudir del nou port de la Pau.

Envoltat de la gloriosa aurèola que tots aquests èxits li van proporcionar, es va presentar a les Juntes de Guernica (juliol de 1804) a l'apogeu de la seva popularitat. En aquelles Juntes va explicar detalladament les vicissituds perquè havia passat l'assumpte i les rudes batalles que va haver de sostenir en contra de les aspiracions dels comissionats bilbaïns, i va presentar el seu triomf realçat en tal forma, que els apoderats, a excepció dels bilbaïns, que van romandre silenciosos, el van aclamar en forma apoteòsica. Però en aquelles mateixes Juntes es va iniciar el descens de l'admiració que sentien els biscaïns. I això va ser perquè va plantejar un altre assumpte, al qual els reunits, sens dubte per la suggestió que sobre ells exercia Zamácola, van donar llavors el seu consentiment, però que el país va rebutjar radicalment després.
| « | <"Molt segur de si mateix i de l'adhesió dels que el seguien, diu Bonifacio de Echegaray a la seva conferència El proceso de la Zamacolada, es va atrevir a oferir al Govern del Rei, com a expressió de la gratitud de Biscaia per la mercè de l'habilitació del port de la Pau, que sense cap obstacle ni cap contratemps seria implantat en el Senyoriu el pla del servei militar que de la Cort es volia imposar amb notòria violació de règim de la terra i manifesta resistència dels seus naturals, tan refractaris en el seu individualisme a la servitud marcial i a la reducció de la pomposa indumentària guerrera."> | » |

Quan els Junters van tornar a les seves respectives demarcacions, van retreure'ls la improcedència d'aquest acord: van anar prenent cos
el descontentament i la protesta, i el 17 d'agost els begonyesos habitants d'un dels pobles que més s'havien distingit per la seva adhesió a Zamácola, es van alçar en actitud de protesta, van tancar persones que consideraven contraries a la seva causa, van baixar a Bilbao, van arribar a Abando, es van apoderar del dipòsit d'armes que tenia el Senyoriu i van mantenir amb procediments contundents i ostentosos la seva protesta. Després, als begonyesos es van unir els d'Abando, i els de Baracaldo, i hi va haver excessos a Sestao, als voltants de Portugalete, a Deusto. La conducta es va anar generalitzant i van sovintejar les presons dels partidaris del nou pla de servei militar, els registres de cases, la violació de la correspondència de la Diputació i persones sospitoses. La Diputació, per apaivagar els ànims, va decretar que l'execució del pla militar quedés en suspens fins a la celebració d'una nova Junta general, però l'efecte aconseguit amb aquesta disposició fou nul. Á tot això, Zamácola s'havia refugiat a seva casa nadiua de Dima, primer, però després va marxar a Echarri-Aranaz.
Bilbao va acabar per unir-se als alçats, i els desordres van continuar fins que va córrer el rumor que el Govern enviaria tropes que fessin imperar la pau. Les va enviar, en efecte, i el 21 de setembre d'aquell any, 1804, van entrar a Bilbao sense cap obstacle, i va acabar la rebel·lió. Amb la tropa va venir un comissari regi, Durán, encarregat d'instruir el procés dels successos. El va instruir, en efecte, però amb tal parcialitat i absència de serena investigació, que la sentència, dictada el maig de l'any següent, fou lamentable per molts estils. Els condemnats van ser 384: penes pecuniàries; dos, quatre, sis anys de desterrament; sis, vuit o deu de presidi a les Filipines; de tot va haver-hi, i no cal dir que els desafectes al Govern ocupaven la major part de les llistes. Les tropes van estar fins al març de 1807, i el seu sosteniment va costar a Bilbao 5.500.000 de reals.
Pacificats els ànims, Zamácola va tornar a casa seva a Dima i hi va estar en el temps que va durar el procés. Acabat aquest, Zamácola va tornar a tenir intervenció directa en els assumptes de Biscaia. El novembre de 1805 va anar a Madrid en qualitat de diputat a Cort. El mes de gener de l'any següent va insultar l'alcalde Pereira i van haver de tancar-lo a la caserna de la Reial de Sant Lluís era que s'accentuaven els símptomes de trastorn mental que s'havien iniciat feia poc temps. Se'l va traslladar al convent de Santa Bàrbara, on va estar degudament vigilat. Després va marxar a casa de Dima, i va morir sense haver recobrat l'equilibri de les seves facultats.
El motí a què va donar lloc amb la seva intervenció en l'acceptació del pla del servei militar és conegut al país amb el nom de 'La Zamacolada'; va tenir gran ressonància, i més d'un segle després encara se seguia escrivint sobre el fet.